# Nortt
Nortt er et dansk black funeral doom metal-band, dannet i 1995 i Odense. Bandets eneste medlem, som også kun er kendt som 'Nortt', har beskrevet bandets musik som "Pure Depressive Black Funeral Doom Metal". Hvad angår tekster og visuel kunst (såsom hans brug af corpsepaint) minder bandet om black metal, mens musikken ligger tættere på doom metal.
På hans officielle hjemmeside har Nortt beskrevet en fascination af mørke, nat, nihilisme, ensomhed, elendighed, misantropi og død. I et interview har han bemærket: "Døden [...] ses som et uundgåeligt og forførende fænomen. Døden beskrives fra den døende og den dødes perspektiv. Dødens usikkerhed prædikes som mere spændende end livets velkendte smerte." Nortt er nihilist, og mener at religion er for de svage. Nortt mener at det kræver styrke at være en satanist på grund af troens eksistentialisme og frie vilje. 

## Biografi

### Demo eraen 1995-2002
Nortt blev dannet i efteråret 1995, opkaldt efter bandets eneste medlem, der til dato stadig kun kendes under pseudonymet Nortt. Efter dannelsen brugte han to år på at grundlægge sin nihilistiske og misantropiske filosofi, som kom til udtryk i en blanding af black- og doom metal. I 1997 debuterede Nortt med demoen Nattetale, der udkom i et begrænset oplag på cirka 100 eksemplarer. Han var dog ikke tilfreds med den første udgave, og indspillede derved en ny. Denne blev cirka lavet i 20 eksemplarer, og givet til nære venner med deres navne på. Det blev aldrig set som en officiel udgivelse, da Nortt ikke ønskede det. Et år senere udgav han den anden demo Døden, hvis atmosfære blev beskrevet som sørgmodigt, og med hensigt til at lede lytteren mod graven. I 1999 kom den tredje demo Graven i et oplag på 250 eksemplarer. Graven var en trist beretning, fortalt af fortabte sjæle. Sent i foråret 2002 genudgav det italienske pladeselskab Maggot Records demoen i cirka 100 eksemplarer. Til forskel for den originale udgivelse manglede denne de to sange "Sørgesalmen" og "Sidste Vers", til trods for de stadig stod nævnt på bagsiden sammen med de resterende spor. Nogle måneder efter fik Nortt sin første 7 tommer vinyl ep ved navn Hedengang, udgivet af det tyske pladeselskab Sombre Records. Ep'en indeholdt nogle af de gamle sange fra det tidligere materiale. Ifølge Nortt var ep'en en form for epitaf fra den anden side af graven, hvor den afdøde blev begravet og glemt, og således helliget med en ugudelig frelse.

### Debutalbum 2003-2005
Mod slutningen af april 2003 udgav Possession Productions et opsamlingsalbum ved navn Mournful Monuments 1998-2002, der indeholdt store dele af det gamle materiale. Samme år udgav Sombre Records Nortts debutalbum ved navn Gudsforladt i lp-udgave. I 2004 sørgede det danske pladeselskab Diehard Bloodline for albummet i cdversion, med det tilføjede spor "Evig hvile". På grund af dets begrænsede oplag på ca. 1000 eksemplarer kom udgivelsen til at koste 37 dollar og 29 euro. Musikalsk bestod stilen af meget langsomme og forvrængede guitarer, tilføjet med melankolsk klaverspil og torterede skrig. Titlen "Gudsforladt" kom fra en aforisk sætning Nortt fandt på: "Det sande paradis er den gudsforladte himmel". Betydningen af dette var, at en guddommelig kraft havde dømt en til livet, og denne kraft forhåbentligt ville lade en hvile i fred, når man var død. Så titlen handlede om en mørk rejse fra liv til død. Fra Guds tilstedeværelse til Gudsforladt. Litterært kommer den mørke og kolde følelse af at være gudsforladt til udtryk i den dystre musik. Det samme år som debutalbumets udgivelse sørgede det svenske pladeselskab Total Holocaust Records for at Graven blev udgivet som et album. Yderligere stod det græske Cryptia Productions for at trykke albummet i 12 tommers lp'ere. Mod slutningen af december 2004 gav Total Holocaust Records anledning til en split-cd med Nortt, og det amerikanske black metal-band Xasthur. Nortt bidrog til denne udgivelse med sporene fra ep'en Hedengang. I foråret 2005 genudgav Southern Lord Recordings den i både cd og lp udgave begrænset til 1000 eksemplarer, hvor 300 var i klar vinyl og 700 i sort vinyl. Denne udgave bærer også et andet cdomslag end den originale. Trods at have været sammen med enmandsbandet Xasthur på en split-cd, har Nortt udtalt, de kun har mødtes en gang, og ikke rigtigt taler sammen som sådan.

### LigfærdogGalgenfrist2005-
I slutningen af 2005 udkom Nortts andet studiealbum Ligfærd. Udgivelsen af denne var delt op mellem mange forskellige pladeselskaber: Possession Productions stod for kassetteudgaven, Total Holocaust Records for cd'en, Cryptia Productions producerede lp'en med foldeomslag i 300 eksemplarer, og Viva Hate Records lavede lpen med normalt billedomslag i 500 eksemplarer. Udover de langsomme og tunge riffs, samt den rå growlende vokal dukkede der også ambientelementer op. Den største indflydelse på albummet kom fra black metal, og yderligere havde doom metal bidraget til den mørke atmosfære. Nortt forklarede selv at han godt var klar over genrens af og til ensformige lydbillede, og prøvede derved at smide "kroge" ud i form af riffs, arrangement og atmosfære for at opretholde lytterens interesse. Af undergrundens anmeldere udtalte The Metal Observer blandt andet: "dette er et af de mørkeste albums udgivet i mands minde." I marts 2006 skrev Nortt kontrakt med det italienske pladeselskab Avantgarde Music. Oprindeligt havde Avantgarde Music allerede kontaktet ham inden udgivelsen af Ligfærd, med ønsket om at udgive det. Dette var dog ikke nogen mulighed, da opgaven allerede var givet til Total Holocaust. Nortt begyndte senere indspilningerne til et nyt album på sit loft, hvor han prøvede at holde lydforarbejdningen på et minimum. Dette resulterede i det tredje studiealbum Galgenfrist som blev udgivet i den 10. marts 2008. Musikalsk byggede Nortt videre på ambientpassagerne, men udtalte dog, at albummet hverken indeholdt en metalfølelse eller en ambientfølelse, men rettere noget derimellem. Udgivelsens koncept ligger ifølge Nortt i albumtitlen "Galgenfrist", hvor man følger tiden mellem dødsdommen, til den egentlige henrettelse.

## Musikalske stil
Nortts musikalske stil er primært inspireret af black metal, som blandt andet ses ved brugen af stærkt forvrængede guitarer, growlende vokaler og corpsepaint. Han ønskede dog at inddrage doom metals atmosfære, bestående af langsomme og dybe riffs. Dette førte til genren black funeral doom metal, som Nortt er et af de eneste praktiserende bands af til dato. Udover dette indopererer han også ambientelementer i sin musik, da han finder det utroligt stemningsfuldt, og betegnede selv Ligfærd som et ambient/metal-album. Selve albumproduktionen er meget rå og primitiv, hvilket er en ting, Nortt stadig ønsker at bibeholde for at skabe mere dybde og en mere dunkel lyd. På sin Myspace har han selv beskrevet sin musik som "Pure Depressive Black Funeral Doom Metal".
Nortt finder meget inspiration i sin filosofi, da han er nihilist, og mener, at religion er for de svage. Nortt mener, at det kræver styrke at være satanist på grund af troens eksistentialisme og frie vilje. Både død og satanisme udgør hovedkoncepterne bag Nortt. Døden udforskes især i sangteksterne, som han selv bemærkede i et interview: "Døden [...] ses som et uundgåeligt og forførende fænomen. Døden beskrives fra den døende og den dødes perspektiv. Dødens usikkerhed prædikes som mere spændende end livets velkendte smerte." Yderligere kommer Nortts filosofi også til udtryk i sangteksterne, der er bundet sammen af intratekstualitet, som en måde at indkapsle det overordnede tema på udgivelserne, og binde de forskellige tekster og albums sammen. I et interview gav Nortt selv et eksempel på hvordan den nihilistiske filosofi kom til udtryk i sangene "Glemt" og "Død og borte", som viser hvor roligt obduktion må være – evig ensomhed, evig forglemmelse og uigennemtrængeligt mørke. Om selve sangskrivningen har Nortt forklaret, der ikke er indtruffet nogen decideret udvikling fra begyndelsen til nu, men hans tekster er dog blevet mere dunkle, dualistiske og flertydige, i forhold til det ældre materiale, som var meget mere ukompliceret og fortolkningsindskrænket.
Om selve musikken har han udtalt, at ønsket er, at lytteren skal kunne føle den depressive atmosfære, og komme i et nihilistisk humør, hvor livet ikke har nogen betydning.

### Live-optrædener
Nortt har flere gange overvejet at lave liveoptrædener, men er dog altid kommet til den konklusion at det ikke er muligt. Ifølge ham ville et black metal publikum falde i søvn på grund af musikken, og den eneste mulighed ville være til en doom metal koncert, som han dog ikke fuldstændig har afvist tanken om i fremtiden. Til dato har han dog stadig ikke optrådt live.

## Medlemmer
- Nortt – Alle instrumenter.

## Diskografi
| - 2003: Gudsforladt - 2005: Ligfærd - 2008: Galgenfrist - 2002: Hedengang - 2003: Mournful Monuments 1998-2002 | - 1997: Nattetale - 1998: Døden... - 1999: Graven - 2004: Nortt / Xasthur (med Xasthur) |

## Fodnoter
1. 1 2 3 4 5 6  "Interview med Nortt". Arkiveret fra originalen 11. september 2009. Hentet 2009-07-21.
2. 1 2 3 4 5 6  Nortt biografi Arkiveret 18. december 2008 hos  Wayback Machine på nortt.dk
3. ↑  "The Gauntlet – Nortt". Arkiveret fra originalen 25. oktober 2007. Hentet 1. marts 2009.
4. 1 2  "HARM.US/666METAL.COM – → INTERVIEW WITH NORTT BY SHADOW". Arkiveret fra originalen 12. marts 2007. Hentet 1. marts 2009.
5. 1 2  Nattetale på Encyclopaedia Metallum
6. ↑  Graven på Encyclopaedia Metallum
7. 1 2  "doom-metal.com: Anmeldelse af Gudsforladt". Arkiveret fra originalen 17. februar 2010. Hentet 27. juli 2009.
8. 1 2 3 4  Antenna interview med Nortt
9. ↑  Nortt / Xasthur på Metallum.
10. 1 2 3  "blackhypnosis: Interview med Nortt". Arkiveret fra originalen 13. april 2009. Hentet 27. juli 2009.
11. ↑  Ligfærd på Metallum.
12. 1 2  The Metal Observer: Ligfærd anmeldelse.
13. 1 2 3 4  "mortemzine.net: Interview med Nortt". Arkiveret fra originalen 10. september 2009. Hentet 27. juli 2009.
14. 1 2 3 4 5 6  "pavillon666: Interview med Nortt". Arkiveret fra originalen 11. september 2009. Hentet 27. juli 2009.
15. ↑  "Metal Observer: Anmeldelse af Galgenfrist". Arkiveret fra originalen 7. januar 2010. Hentet 27. juli 2009.
16. ↑  Nortt på doom-metal.com
17. ↑  Nortt på Myspace
18. 1 2 3  "The Gauntlet – Nortt". Arkiveret fra originalen 25. oktober 2007. Hentet 1. marts 2009.

## Eksterne links
- Officiel hjemmeside Arkiveret 10. december 2008 hos  Wayback Machine
- Nortt på Myspace
- Nortt på Encyclopaedia Metallum

### Interviews
- InterviewArkiveret 7. februar 2012 hos  Wayback Machine (2004) med Black Alchemy (russisk)
- Interview Arkiveret 20. december 2008 hos  Wayback Machine (2005) med The Gauntlet (engelsk)
- Interview Arkiveret 23. oktober 2007 hos  Wayback Machine (2004) med Harm Magazine (engelsk)
- Interview Arkiveret 28. september 2007 hos  Wayback Machine (2004) med Metal Italia (italiensk)